# 桥头镇 (翁牛特旗)
桥头镇，是中华人民共和国内蒙古自治区赤峰市翁牛特旗下辖的一个乡镇级行政单位。

## 行政区划
桥头镇下辖以下地区：
桥头村、崔家营村、七大份村、太平庄村、李家营村、河南营村、永兴河村、大西营村、马架子村、北长胜村、羊草沟村、上桥头村、杜家地村、西南店村、下店村、天益泉村、东洼村、荷勿苏村、西沟村、房申村、柳树底村、隋窝卜村和灯笼村。